# 大川村 (愛媛県)
大川村（おおかわむら）は、愛媛県喜多郡にあった村。現在の大洲市中部の山間部にあたる。

## 地理
- 河川：肱川、小田川、橡元川

## 歴史
- 1921年（大正10年）11月1日 - 大成村・蔵川村が合併して発足。
- 1948年（昭和23年）4月1日 - 肱川村の一部（宇和川の一部）を編入。
- 1954年（昭和29年）9月1日 - 大洲町・平野村・南久米村・菅田村・柳沢村・新谷村・三善村・粟津村・上須戒村と合併して大洲市が発足。同日大川村廃止。